# Řetenice (nádraží)
Řetenice jsou železniční stanice, která se nachází na katastrálním území Teplice-Řetenice v okrese Teplice. Leží v km 20,285 dvoukolejné elektrizované trati Ústí nad Labem – Chomutov, odbočuje z ní jednokolejná regionální trať do Lovosic.

## Historie
Nádraží pod tehdejším názvem Settenz byla dána do provozu 15. července 1867.
3. prosince 2020 byla ve stanici ukončena služba výpravčího, neboť staniční zabezpečovací zařízení bylo přepnuto na dálkové ovládání z Teplic v Čechách. Stalo se tak v návaznosti na aktivaci elektronického stavědla. To nahradilo elektromechanické zabezpečovací zařízení, které bylo před odstraněním posledním na trati Ústí nad Labem – Cheb.

## Popis stanice
Stanice je vybavena elektronickým stavědlem ESA 44, které je dálkově ovládáno z Teplic v Čechách.

### Výpravní budova
V roce 1867 společnost Ústecko-teplická dráha postavila zvětšený strážní domek, ve kterém byla čekárna a kancelář. V roce 1878 bylo ke strážnímu domku přistavěno kolmé křídlo a v roce 1891 byl celý objekt prodloužen a zvýšen o jedno patro. V roce 1897 a 1903 byla budova znovu prodloužena a rozšířena. Po dokončení v roce 1904 měla výpravna celkovou délku (i s krytým přístřeškem) cca 68 m. Po stranách byly trojosé rizality s trojúhelníkovým štítem a šestiosým spojovacím traktem. Po celou dobu přestaveb byl dodržován stavební styl společnosti ATE, zdobení zubořezy, okna a vchody s klenutými záklenky s cihlovou nadokenní římsou. Při opravě v šedesátých letech 20. století byly tyto zdobné prvky odstraněny. V roce 2021 byla zchátralá výpravní budova zbourána.